# 古巴历史

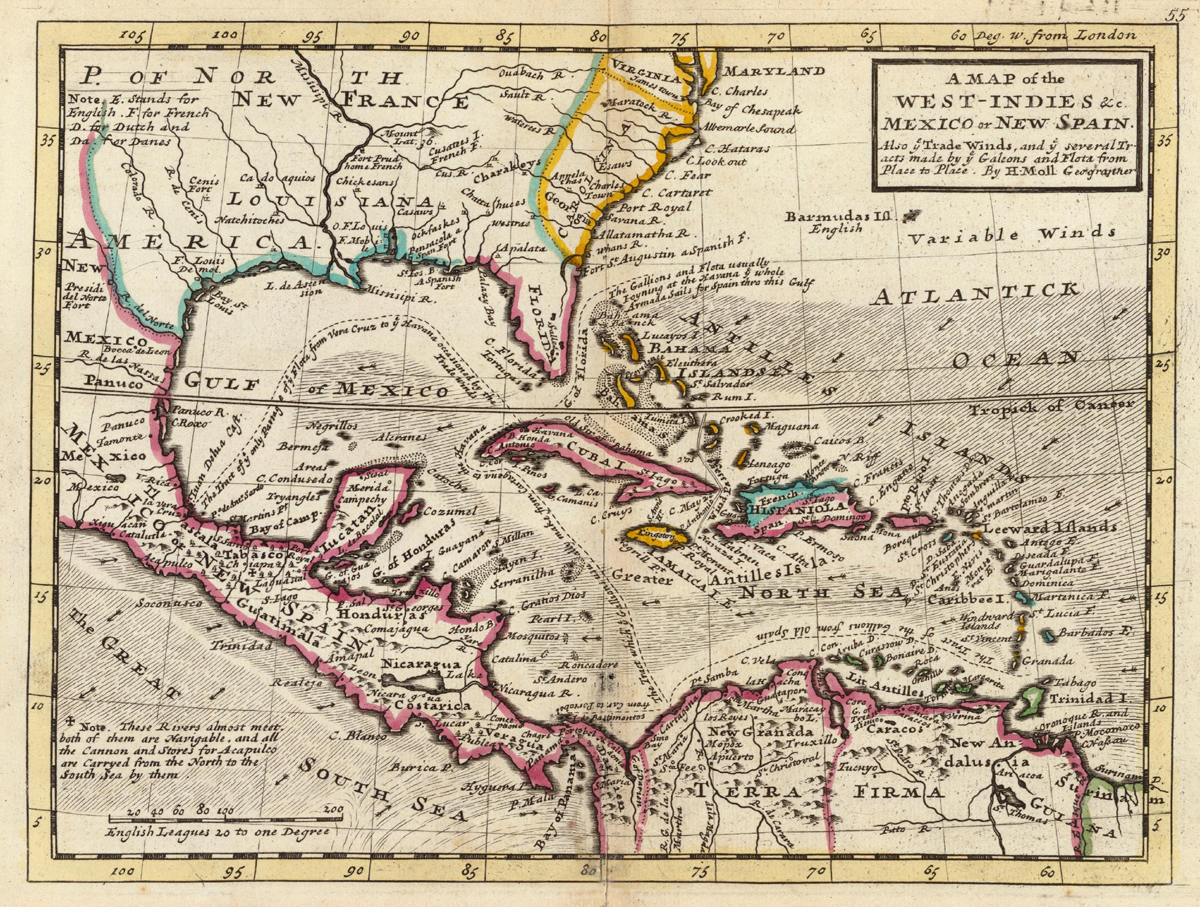
一张1736年的地图，当时西印度群岛和墨西哥组成了新西班牙总督辖区，古巴位于其中央。

早在1492年西班牙探险家哥伦布发现古巴之前，已经有众多中美洲部落居住在岛上。在哥伦布抵达之后，古巴成为了西班牙的殖民地。1762年七年戰爭中，哈瓦那被大不列颠短暂占领，最后由西班牙放弃佛罗里达而换回。19世纪，一系列的反抗并没有推翻西班牙的殖民统治。1898年的美西战争使得西班牙最终撤离此地。1902年5月20日，古巴获得正式独立。1953年，菲德尔·卡斯特罗领导的革命使得他长期统治古巴。2008年，由于身体原因，菲德尔·卡斯特罗将领导权让给一直担任其副手的弟弟劳尔·卡斯特罗。2018年4月19日，劳尔·卡斯特罗卸任国务委员会主席和部长会议主席的职务，由迪亚斯-卡内尔接任，但劳尔·卡斯特罗留任古巴共产党中央委员会第一书记执掌政权，直至2021年4月19日。

## 殖民前历史
在哥伦布到达之前，瓜纳哈塔贝伊人在古巴岛上居住了几个世纪。随着泰诺人和西波内人的两波移民潮抵达，瓜纳哈塔贝伊人被驱赶至古巴西部。泰诺人和西波内人通常可以认为是阿拉瓦克人的一部分，他们的祖先自北、中和南美洲大陆漂泊而至。泰诺人最早掌握制陶术和农耕。西波内人和瓜纳哈塔贝伊人较落后，是穴居的狩猎收集者和渔民，到晚期才种植烟草等农作物。

## 西班牙的殖民统治

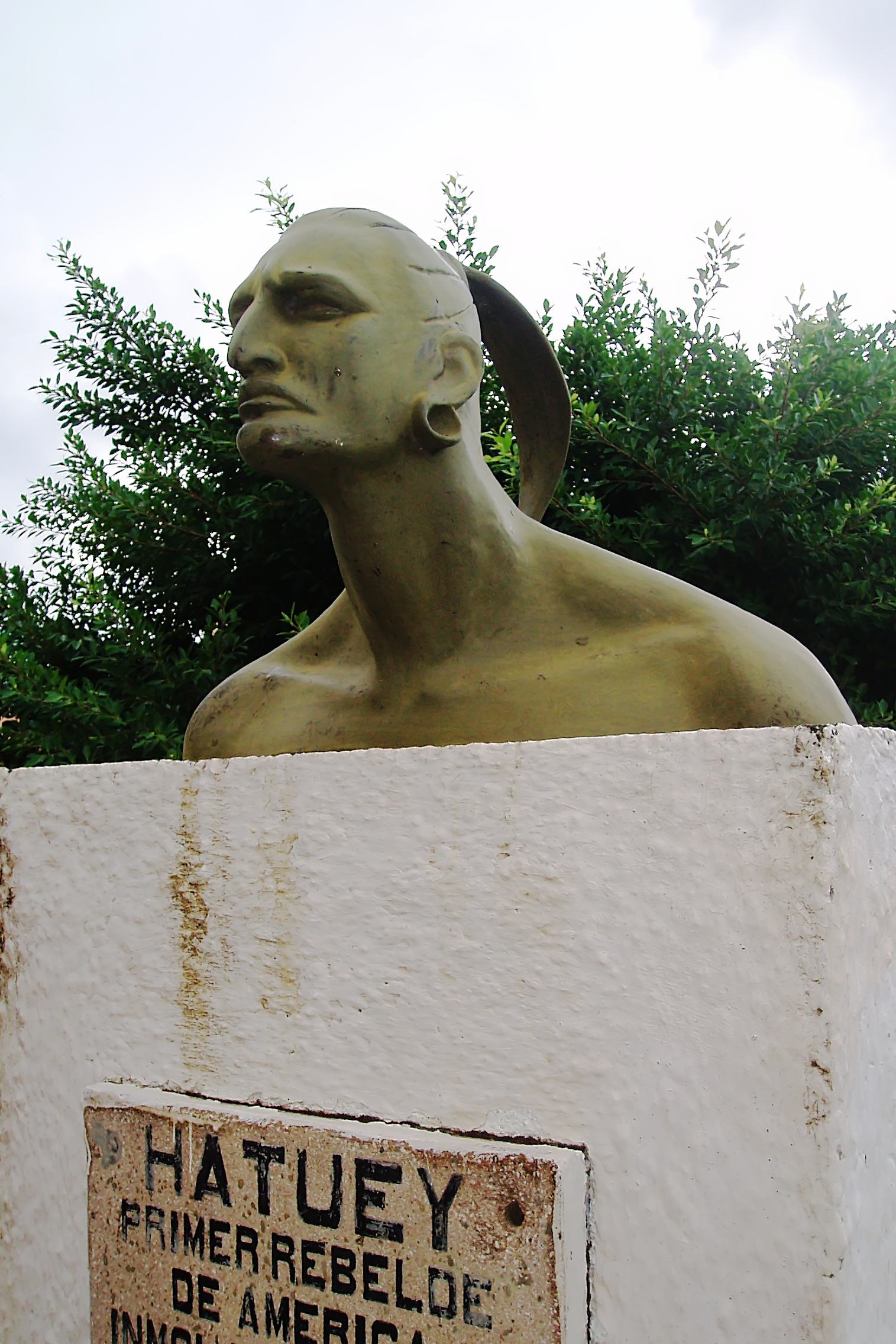
被誉为“美洲首位起义者”的哈土依

古巴于1492年10月被哥伦布发现。1511年成为殖民地。1515年，哈瓦那建立。不愿皈依基督教的原住民被西班牙殖民者强迫淘金。1529年在古巴爆发的麻疹杀死了三分之二幸存自天花的原住民，他们对来自欧洲的传染病毫无抵抗力，在一个世纪之内几乎全部灭绝。为了填补劳动力空缺，自16世纪开始大批非洲黑奴被输入，从事种植园劳动和采矿作业。
在与西班牙的詹金斯的耳朵戰爭期间，英格兰人于1741年侵入了古巴东部，占领了关塔那摩湾。1754年发生的七年战争中，西班牙与法国结盟，与大不列颠发生冲突。1762年，大不列颠派出的5艘战船和4000名远征军占领古巴。在结束七年战争的巴黎和约中，西班牙用佛罗里达换回了古巴。
1790年，古巴出现初期要求独立的运动，获得自由的农奴何塞·安东尼奥领导了奴隶起义。据1817年人口调查，19世纪初古巴人口共68.8万人，其中西班牙人和土生白人为31万多，黑人为36万多。黑人中三分之一为自由人，其余为奴隶。白人移民依赖于对西班牙的贸易，并渴望得到庇护，以镇压海盗袭击和奴隶叛乱，这使古巴却迟迟没有像其它拉丁美洲国家那样通过革命脱离西班牙帝国的统治，西班牙王室宣称古巴为“永远最忠诚的岛”。此时的古巴源源不断地向欧美输送着蔗糖、咖啡和烟草。直到1880年代，古巴才实现完全废奴。作为经济基础的种植业和采矿业难以放弃对奴隶的使用。

## 独立战争
19世纪中期起，没有参政权，并承受着高赋税的古巴人开始反抗西班牙殖民统治，要求独立。1868年10月，种植园主、律师卡洛斯·曼努埃尔·德·塞斯佩德斯解放他的奴隶，在奥连特省发动武装起义，次年4月建立战时共和国，自任总统。此后西班牙增兵，并推行分化政策，制造分裂。起义军反复受挫，被迫在1878年2月签订《桑洪条约》，十年战争结束。1895年1月，流亡美国的革命领导人何塞·马蒂号召民众起义，2月各地响应，4月马蒂率领起义军在古巴东部登陆，队伍扩大，但不久马蒂在战斗中中弹牺牲。9月革命政府成立，1898年初，起义军已经占领三分之二的国土。

## 獨立

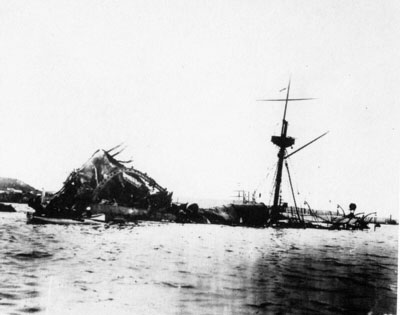
1898年缅因号战列舰的沉没

奉命维护美国利益的缅因号战列舰在哈瓦那港爆炸，美国指这是西班牙所为，由此介入战争，史称美西战争。西班牙在失去菲律宾和波多黎各之后，没有信心继续占有古巴。1898年7月17日，西班牙要求停战。8月12日，美国和西班牙簽订停火协议，西班牙放弃对古巴的主权。在1898年12月，最后一支西班牙部队离开古巴，古巴政府被移交给美国。1902年5月20日美国承认古巴独立，扶植独裁者埃斯特拉达·帕尔马。美国在古巴建国宪法中加入普拉特修正案，并迟迟不肯撤军，1903年2月美古签订“互惠条约”，美强行租占海军基地两处，包括至今仍占领的关塔那摩基地，并降低美国产品的关税。1906年美国趁古巴地方政府垮台，再次出兵占领古巴，实行三年的军事占领，并持续干涉古巴内政和商业。1924年，赫拉尔多·马查多当选总统，在其统治期间，旅游业兴起，大量美资酒店与餐馆出现，随之而来的是赌博与性交易。1929年华尔街股灾带来了糖价暴跌、政局动荡、总罢工，以及反美、反独裁的抗议学生。1933年8月，蔗糖工人和一支叛军推翻了不得人心的马查多政权。随后富尔亨西奥·巴蒂斯塔通过“中士兵变”推翻继任者塞斯佩德斯，通过操纵一系列傀儡政府，开始了对古巴政治长达25年的支配，在这位古巴史上唯一的非白人元首于1940至1944年出任总统时，言论自由得到一定的放开，妇女被允许参加选举，教育得到国家投资，国家开始对弱势群体给予最低生活保障。巴蒂斯塔曾提议美洲联合起来推翻西班牙弗朗西斯科·弗朗哥独裁政权，但古巴未被卷入第二次世界大战。
巴蒂斯塔颁布的1940年宪法阻止他连任总统，此后，拉蒙·格劳·圣马丁和卡洛斯·普里奥的革命党政府因贪污腐败失信于民，但投资的涌入提高了各阶层的生活水平，中产阶级在多数城市成型。在美国支持下，巴蒂斯塔于1952至通过军事政变再次上台，实行军事独裁。在其独裁统治期间，他解散议会，废除1940年以来带有资产阶级进步性质的宪法，制定了“宪法条例”和反劳工法，禁止政党活动和群众集会和罢工，还与美国签定军事互助条约。他从国库窃取4000万美元，把国家出卖给外国资本家，又纵容黑手党接管赌场等各种娱乐场所，反对者多被处死，令古巴成了毒枭、皮条客和资本家天堂。古巴出现了财富严重集中的现象，民众愤怒情绪滋长。

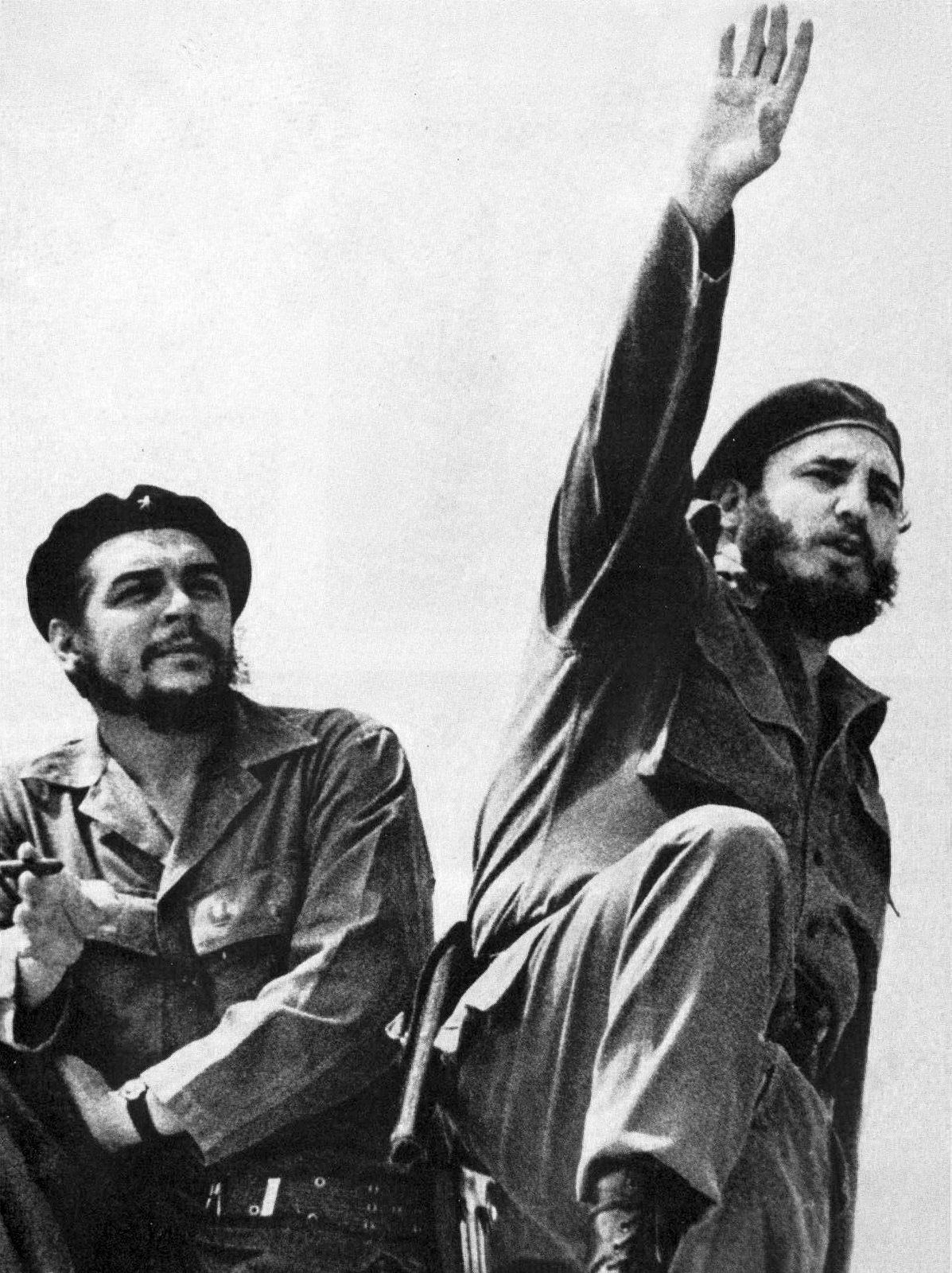
1961年的切·格瓦拉和菲德尔·卡斯特罗

## 革命和卡斯特罗的统治

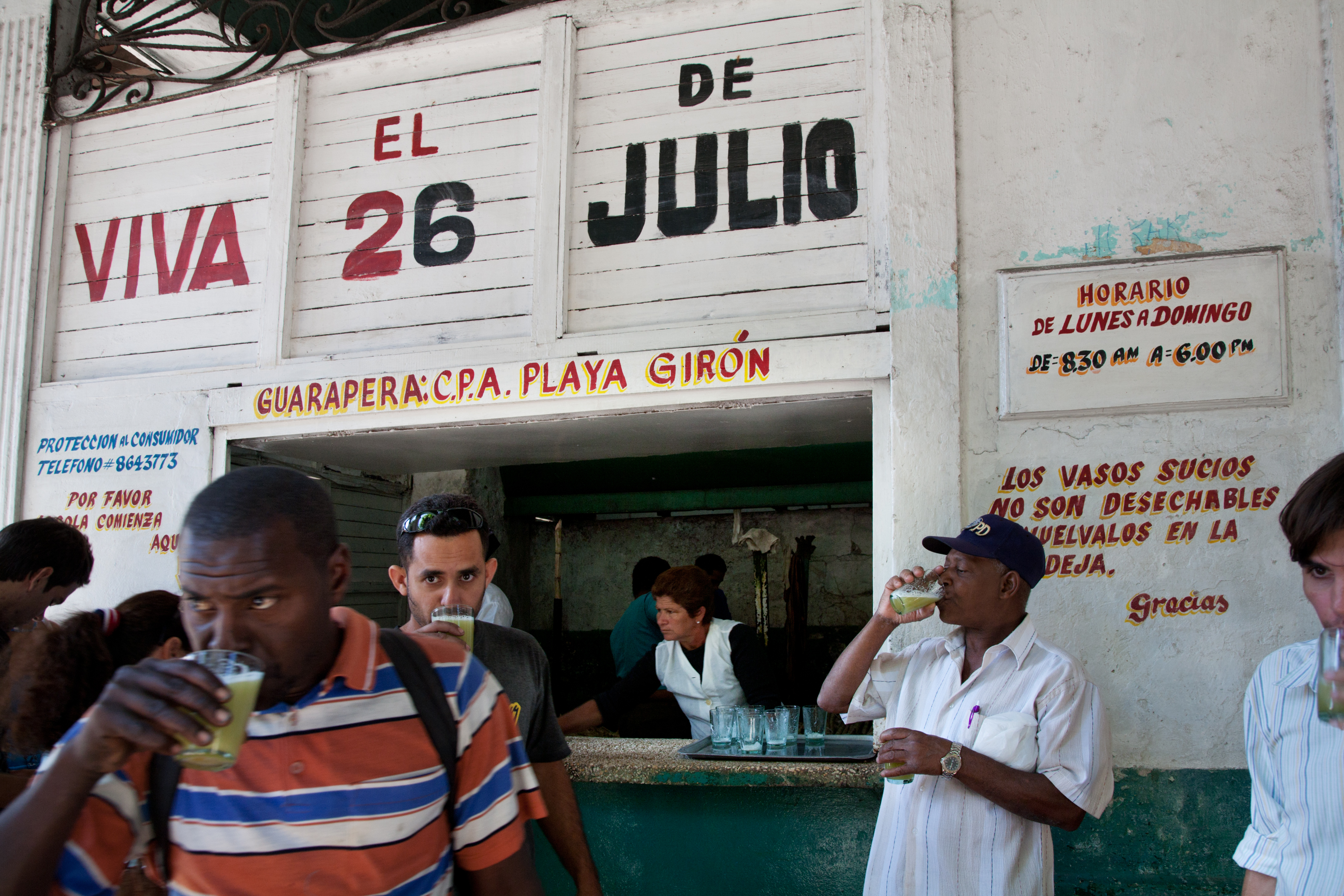
“万岁7月26日”蔗汁店。1968年的“革命攻势”使几乎全部小商贩成为拿固定工资的国家雇员，但随着改革推进，他们必须为自谋生路做好准备。

1953年7月26日，以菲德尔·卡斯特罗为首的少数革命军在圣地亚哥蒙卡达兵营打响了古巴革命的第一枪，行动失败后幸存者被捕，但在群众压力下又被特赦。之后，革命份子以「建立古巴人的古巴」为口号，在墨西哥与切·格瓦拉相遇，集合起来成立武裝革命組織七二六运动，继续反对巴蒂斯塔独裁统治，并乘格拉玛号游艇回国，转赴马埃斯特腊山区开展游击战争。1957年3月，安东尼奥·埃切维里亚等人攻打总统府，建立“三一三革命指导委员会”。1958年2月，福雷·乔蒙领导远征军开辟新战线。见到巴蒂斯塔政权气数将尽，美国于1958年3月14日开始对其施加武器禁运，此后，革命者冲出马埃斯特腊山，发动总攻，圣克拉拉被占后，巴蒂斯塔逃往葡萄牙。同日，即1959年1月1日，起义军进入哈瓦那，新的古巴共和国成立，次日，宣布成立革命政府，菲德尔·卡斯特罗出任古巴总理，正式统治古巴。
革命的头一年，卡斯特罗政府实施了包括土地改革在内的国有化改革，推广集体农业。原本美国掌握古巴40%的甘蔗田、几乎全部养牛场，90%矿场和80%的公共事业。包括这些在内的全部私人资本总计250亿美元，全部收归国有，这导致美国于1961年与其断交，并对古巴實行经济、贸易和金融封锁，关键的蔗糖出口和石油、零件的进口中断。此前古巴进口物资的三分之二依赖美国。4月16日，卡斯特羅宣布古巴成为社会主义国家。17日，美国中央情报局派出1500名雇佣兵登陆吉隆滩，试图入侵猪湾，19日失敗。虽然苏联在古巴导弹危机中的妥协令古巴不满，但迫于美国威胁，古巴还是投向了苏联為首的共產主義阵营，更于1972年加入经济互助委员会。1976年举行公民投票通过宪法，确立了社会主义制度，同年12月召开第一次全国人民政权代表大会，取消总统制，设立国务委员会，菲德尔·卡斯特罗出任古巴国务委员会主席。1960年至1985年期间，该国人均国内生产总值平均每年增长3.1％，1985年超过3000美元，远超拉美其他国家1.8％和2200美元的平均值。
1990年8月，政府宣布國家进入“和平时期的特殊阶段”。在這段時期，石油和器材的短缺导致古巴农业一度衰竭，断电和饥饿变得普遍。1991年苏联解体后，古巴失去每年40亿到60亿美元的经济援助。美国于1992年和1996年相继出台了《托里切利法》和《赫尔姆斯-伯顿法》等旨在阻断外界与古巴的贸易与投资的经济制裁法案，以图古巴步东欧后尘，放弃社会主义。但古巴仍坚持社会主义道路，坚持共产党的领导，坚持计划经济。1993年起，古巴开始进行改革，每年均有新的改革举措出台。1997年10月，古共五大提出把经济工作放在优先地位。
劳尔·卡斯特罗在2011年4月的古巴共产党第六次全国代表大会上当选中央委员会第一书记，正式接替其兄长菲德尔成为古巴党政军最高领导人。他接掌政权之后通过推行一系列经济改革措施提振经济和人民生活水平，并废止领导人任期终身制。
公投題目原文为：（中文含义：“您是否批准共和国的新宪法？”）。新憲法的修訂方案包括：
- 認可私有財產
- 認可外國投資
- 重新設立總理一職（国家元首不再兼任政府首脑）
- 将國務委員會剥离全國人民政權代表大會体系，改为独立机构
- 市人民政权代表大会主席的职衔改为市长
- 由国家主席任命的省长、副省長需要獲得市级政府的批准
- 组成新的省级人民政权代表大会，省人大代表改由各市選派，取代目前由全民普选產生的省人大
- 就任国家主席的第一個任期時不得超過60歲
- 設下国家主席的任期限制，每屆任期為五年，最多連任一次
- 延長市级人民政权代表大会代表的任期至五年
- 禁止性別、種族、族群（英语：Ethnic hatred）、性取向、性別認同、殘疾（英语：Ableism）的歧視
- 在司法系統中恢復在1976年憲法（英语：Constitution_of_Cuba#1976_Constitution）中刪除的无罪推定原则
- 容許被捕人士在逮捕後即時尋求法律顧問協助
- 容許公民因政府施政的损害而向政府寻求国家赔偿

憲法修正案草案原本包括取消婚姻必須是「一男一女之間」的限制，为同性婚姻合法化铺平道路，但有關計劃引起福音派教會反对，最終被移除。取而代之修改第八十二條的內容不再定義婚姻，而是使用“配偶”，公投版本規定，國會必須在兩年內再向民眾展開諮商工作，創制新的家庭法，須公投才能生效。草案原本还删除了“向共产主义前进”的内容，改为“建设社会主义”，但在与民众协商后，最后公投时保留了前者。2018年7月21日，草案由国务委员会秘书Homero Acosta提交全国人民政权代表大会批准，再举行全国公民投票通过。全国人民政权代表大会随后于2018年7月22日批准了修宪，比预定提前了一天。大会宣布了一个广泛的咨询机制，允许公民就宪法修正案提出意见。咨询于8月13日开始，并于11月15日结束。
据官方资料，在全民咨询期间共举行135,000次会议，每一个会议由来自7,600个接受了专门培训的双人小组负责。古巴流亡者亦被邀请参加会议。在审议修订期间，通过了将于2019年2月24日举行新宪法公民投票，全民咨询亦于2018年8月13日如期举行，庆祝已故革命领袖菲德尔·卡斯特罗诞辰92周年。全民咨询按计划于2018年11月15日结束。《格拉玛报》于2018年12月1日报道，全国人民政权代表大会于12月21日对新宪法的草拟修正案进行正式表决。
2019年古巴憲法公投在2019年2月24日於古巴舉行。2018年7月，古巴的全国人民政权代表大会通過新憲法草案，隨後交由公民投票決定是否通過新憲法。
2019年4月10日，古巴共产党中央委员会第一书记劳尔·卡斯特罗在第九届全国人民政权代表大会第二次特别会议上宣布根据公投结果新宪法正式生效。
2019年7月13日，古巴第九届全国人民政权代表大会第三次常规会议一致通过新的《古巴共和国选举法》，即日生效。根据新宪法与新选举法，古巴将设国家主席（国家元首）和总理（政府首脑）职位，国家主席由全国人民政权代表大会选举产生，每届任期5年，可连任两届，总理经国家主席提名后由全国人大任命。1976年颁布的现行宪法规定，古巴国务委员会主席（国家元首）兼任部长会议主席（政府首脑），任期不受限制。2019年4月，古巴颁布新宪法，取代了1976年颁布的现行宪法。时任古巴国务委员会主席兼部长会议主席迪亚斯-卡内尔当天在会上说，新的国家主席将于今年10月选举产生，今年底前将产生新的总理和内阁成员。当天，古巴全国人民政权代表大会还表决通过了新的《国家象征法》和首部《捕鱼法》。古巴第九届全国人民政权代表大会在2019年10月10日宣布，现任古巴国务委员会主席兼部长会议主席迪亚斯-卡内尔当天当选古巴共和国主席。
随着2019年宪法修正案的通过，国务委员会主席将部分国家元首的职权移交给全国人民政权代表大会主席，国务委员会主席亦不再兼任古巴部长会议主席（政府首脑）
2021年4月19日，古巴共产党第八次全国代表大会闭幕，古巴国家主席米格尔·迪亚斯-卡内尔接替劳尔·卡斯特罗出任古共中央第一书记，结束卡斯特罗兄弟自1959年古巴革命以来62年的统治。
2021年7月11日的聖安東尼奧德洛斯巴尼奧斯爆發2021年古巴抗議，在之后古巴抗议渐渐延蔓至全古巴。目前这场抗议行动仍在继续进行着。抗議者要求結束古巴共產黨獨裁統治和加快接種2019冠狀病毒病疫苗。古巴经济在2020年达到了最低端，部分原因主要是因古巴在经济上的效率逐渐低下，繁文縟禮即過分嚴格死板的規章制度。再加上美国对古巴的制裁而导致经济的完全崩溃。此外，古巴疫情也加剧了经济崩溃的情况，后而引發的食品和药品短缺，同时为这次的抗议埋下了导火线。